# Fernmeldeturm Weiden
Der Fernmeldeturm Weiden ist ein 118 Meter hoher Fernmeldeturm der Telekom-Tochterfirma Deutsche Funkturm, der im Herbst 1966 errichtet wurde. Er befindet sich auf der Geissleite, einem 636 Meter hohen Berg im Oberpfälzer Wald, auf der Gemarkung der Gemeinde Theisseil, fünf Kilometer östlich der Stadt Weiden in der Oberpfalz.
Von hier werden Weiden in der Oberpfalz, Altenstadt an der Waldnaab und die umliegenden Gebiete mit Rundfunkprogrammen versorgt.

## Frequenzen und Programme

### Analoger Hörfunk (UKW)
| Frequenz (MHz) | Programm               | RDS PS     | RDS PI | Regionalisierung | ERP (kW) | Antennendiagramm rund (ND)/gerichtet (D) | Polarisation horizontal (H)/vertikal (V) |
| -------------- | ---------------------- | ---------- | ------ | ---------------- | -------- | ---------------------------------------- | ---------------------------------------- |
| 89,8           | Radio Galaxy           | GALAXY_    | 1A16   | Amberg/Weiden    | 0,1      | D (200–330°)                             | H                                        |
| 99,9           | Radio Ramasuri         | RAMASURI   | D41D   | –                | 0,2      | D (300–260°)                             | H                                        |
| 103,7          | Deutschlandfunk Kultur | DLF_Kultur | D220   | –                | 0,1      | D (140–90°)                              | H                                        |

### Analoges Fernsehen (PAL)
Vor der Umstellung auf digitales Antennen-Fernsehen "DVB-T" diente der Sendestandort für analoges Fernsehen für den Großraum Weiden.
Seit der DVB-T-Umstellung am Sender Rotbühl (Hirschau) und Ochsenkopf wird kein Fernsehen mehr ausgestrahlt.
Vor der Umstellung auf DVB-T wurden ZDF (Kanal 37), Bayerisches Fernsehen (Kanal 43) vom Sender Rotbühl sowie die ARD (Kanal 04) vom Sender Ochsenkopf empfangen und auf folgende Kanäle weiter verbreitet (umgesetzt):
| Kanal | Frequenz (MHz) | Programm                                   | ERP (kW) | Sendediagramm rund (ND)/ gerichtet (D) | Polarisation horizontal (H)/ vertikal (V) |
| ----- | -------------- | ------------------------------------------ | -------- | -------------------------------------- | ----------------------------------------- |
| 25    | 503,25         | ZDF                                        | 0,15     | D                                      | H                                         |
| 50    | 703,25         | Bayerisches Fernsehen (Schwaben/Altbayern) | 0,15     | D                                      | H                                         |
| 56    | 751,25         | Das Erste (BR)                             | 0,2      | ND                                     | H                                         |